# نووبابیچوو
نووبابیچوو (انگلیسی: Novobabichevo) یک شهرک در شهرستان کارماسکالینسکی استان باشقیرستان کشور روسیه است.